# Dòng nhiệt
Dòng nhiệt (ký hiệu {\displaystyle {\dot {Q}}}, {\displaystyle \Phi _{\mathrm {th} }}, {\displaystyle \Phi }) là một đại lượng vật lý được dùng để mô tả định lượng sự trao đổi nhiệt. Dòng nhiệt được định nghĩa bởi nhiệt lượng dQ được truyền trong khoảng thời gian dt. Đơn vị của dòng nhiệt là Watt (W)
Công thức tính:
{\displaystyle {\dot {Q}}={\frac {\delta Q}{\delta t}}}
Trong công thức dùng ký hiệu {\displaystyle \delta } để cho thấy rằng, nhiệt là một đại lượng quá trình, không phải là đại lượng trạng thái.
Hướng chảy của dòng nhiệt được xác định từ nơi có nhiệt độ cao sang nơi có nhiệt độ thấp (theo định luật 2 của nhiệt động lực học).
Dòng nhiệt có thể đo được bằng một thiết bị đo calo.